# Sam & Max Beyond Time and Space
Sam & Max Beyond Time and Space (с англ. — «Сэм и Макс: вне времени и пространства») или Sam & Max: Season Two — продолжение эпизодической серии квестов о приключениях вольных полицейских, Сэма и Макса, от компании Telltale Games. Этот сезон является прямым продолжением первого — Sam & Max: Season One, выходившего с 2006 по 2007 год.
Второй сезон включает в себя более динамичных неигровых персонажей, улучшенный движок, систему подсказок, поддержку для широкоформатных мониторов, более проработанную анимацию и большее количество мини-игр.

## Геймплей
Геймплей Beyond Time and Space основан на Save the World с более динамичными NPC, обновленным движком, системой подсказок, поддержкой широкоэкранных мониторов, более реалистичными анимациями и большим количеством мини-игр в каждом эпизоде. Beyond Time and Space при первом запуске переключает игрока на настройки, что позволяет игроку устанавливать параметры графики и сложности перед игрой.

## Релиз
В отличие от Save the World, где пользователи GameTap могли получить доступ к каждому эпизоду за две недели до того, как он был доступен через веб-сайт Telltale, Beyond Time and Space сократил этот период до одного дня. Первый эпизод, «Ice Station Santa», был выпущен 8 ноября на GameTap, за которым последовал мировой релиз 9 ноября. Второй эпизод был отложен до 11 января 2008 года. Новые эпизоды были выпущены во второй четверг и пятницу каждого месяца. 
Как и в случае с Save the World в 2007 году, Beyond Time and Space был выпущен в Steam 16 мая 2008 года.
Atari выпустила Sam & Max Beyond Time and Space по всему миру для Microsoft Windows (в 2009 году) и Wii (в 2010 году). Игра также получила полноценный перевод на французский и немецкий языки, а также итальянские и испанские субтитры.
Ремастер второго сезона вышел в декабре 2021 года на PC, Xbox One и Nintendo Switch, и в сентябре 2022 для PlayStation 4. Как и ремастер первого сезона, он содержит новые кат-сцены и музыку, улучшенные модели персонажей и освещение, и некоторые диалоги были переозвучены.

## Эпизоды
| Эпизод                                                                                          | Русское название             | Дата выхода     | Дата выхода     |
| Эпизод                                                                                          | Русское название             | GameTap         | Мир             |
| ----------------------------------------------------------------------------------------------- | ---------------------------- | --------------- | --------------- |
|                                                                                                 |                              |                 |                 |
| "Ice Station Santa"                                                                             | «Полярная станция Санта»     | 8 ноября 2007   | 9 ноября 2007   |
| Древнее и толстое языческое божество посылает кровожадного робота уничтожить Сэма и Макса.      |                              |                 |                 |
|                                                                                                 |                              |                 |                 |
| "Moai Better Blues"                                                                             | «Блюз о лучших морях»        | 10 января 2008  | 11 января 2008  |
| Сэм и Макс путешествуют в тропики, чтобы остановить извержение вулкана.                         |                              |                 |                 |
|                                                                                                 |                              |                 |                 |
| "Night of the Raving Dead"                                                                      | «Ночь рейвующих мертвецов»   | 12 февраля 2008 | 13 февраля 2008 |
| Сэм и Макс вламываются на вечеринку европейского эмо-вампира, чтобы остановить вторжение зомби. |                              |                 |                 |
|                                                                                                 |                              |                 |                 |
| "Chariots of the Dogs"                                                                          | «Колесницы псов»             | 13 марта 2008   | 14 марта 2008   |
| Сэм и Макс работают с Флинтом Пэйпером, чтобы найти пропавшего Боско.                           |                              |                 |                 |
|                                                                                                 |                              |                 |                 |
| "What's New, Beelzebub?"                                                                        | «Что новенького, Вельзевул?» | 10 апреля 2008  | 11 апреля 2008  |
| Сэм и Макс путешествуют в ад, чтобы забрать у Сатаны душу Боско.                                |                              |                 |                 |

## Отзывы
| Сводный рейтинг | Сводный рейтинг |
| Агрегатор       | Оценка          |
| --------------- | --------------- |
| GameRankings    | 78,23 %         |

| Игра                     | GameRankings | Metacritic |
| ------------------------ | ------------ | ---------- |
| Ice Station Santa        | 82,25 %      | 82         |
| Moai Better Blues        | 80,63 %      | 80         |
| Night of the Raving Dead | 79,79 %      | 79         |
| Chariots of the Dogs     | 85,37 %      | 85         |
| What’s New, Beelzebub?   | 85,09 %      | 85         |